# Seele (Gebäck)

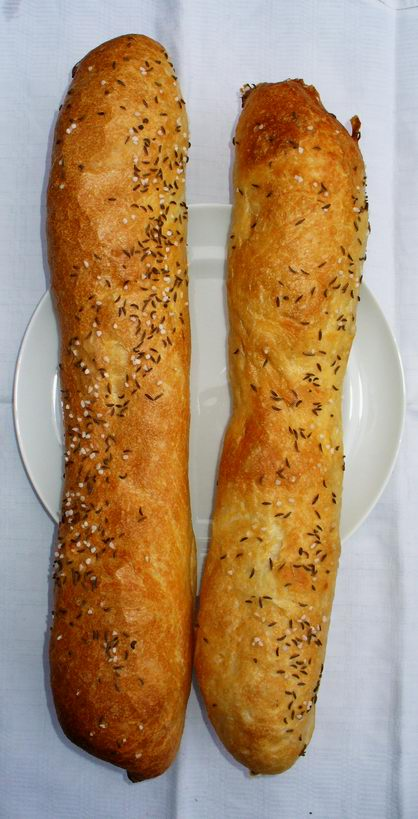
Dinkel-Seelen aus Biberach an der Riß

Die Seele ist ein langgestrecktes Weizengebäck der schwäbischen Küche, das aus Oberschwaben stammt und in der Regel mit Salz und Kümmel bestreut ist. In anderen Gebieten wird sie auch als schwäbische Seele bezeichnet. Die Seele ist außen knusprig, innen weich, luftig und feucht.
Erst in den letzten Jahren hat die Seele auch über ihre Heimat hinaus Bekanntheit erlangt. Inzwischen werden in ganz Deutschland Varianten der Seele gebacken.

## Geschichte
Der Ursprung des Namens wird mit dem Gedächtnis Allerseelen in Verbindung gebracht. An der Wende vom Herbst zum Winter die armen Seelen mit Speiseopfern zu bewirten, versprach Erntesegen im darauffolgenden Jahr. Später bedachte man Bedürftige mit „Seelenbroten“ und anderem Gebäck.
Eine weitere nicht belegte, aber volkstümliche Begründung ist, dass ein Bäcker zur Zeit des Dreißigjährigen Krieges in Ravensburg das Gelübde ablegte, jedem Bettler („arme Seele“) jedes Jahr zu Allerseelen ein Brot zu schenken, wenn die Pest an Ravensburg vorbeiziehen würde. Aus dem großzügigen Gelübde wurden aus schwäbischer Sparsamkeit schließlich die (im Vergleich mit Broten kleinen) Seelen.

## Herstellung
Am Vortag wird ein relativ weicher Teig aus Weizen- und Dinkelmehl, bisweilen auch aus 100 % Dinkelmehl, Hefe, Wasser, Salz, früher auch mit Schmalz hergestellt, der über Nacht in einer großen und flachen Wanne ruht. Zum Backen wird der gegangene Teig vom großen Teigfladen mit einem Teigschaber streifenartig abgestochen, vorsichtig durch nasse Hände gezogen, auf Backpapier gesetzt, mit Kümmel und grobem Salz bestreut und goldbraun gebacken. Varianten werden auch vor dem Backen mit meist würzigen Käsestreifchen belegt.
Im traditionellen Bäckerhandwerk kommt meist ein Vorteig zum Einsatz, der bei einer Temperatur von ca. 30 °C bis zu acht Stunden reift und für die Konsistenz des Teiges wie auch das Aroma des Endproduktes essentiell ist. Alternativ kommt eine lange Teigführung des Gesamtteiges zur Anwendung. Feucht bleiben Seelen im Inneren dank des hohen Feuchtklebergehaltes von Dinkelmehl. Der Teig wirft in der Regel große Luftblasen. Aufgrund des sehr weichen Teiges verläuft die handgeformte Seele beim Backen und erhält dadurch ihre typisch unregelmäßige Form. Charakteristisch für die traditionelle Herstellung ist eine sehr hohe Feuchtigkeit im Backofen (Schwadengabe), weshalb traditionelle Seelen auch als „nassgebacken“ bezeichnet werden.

## Varianten

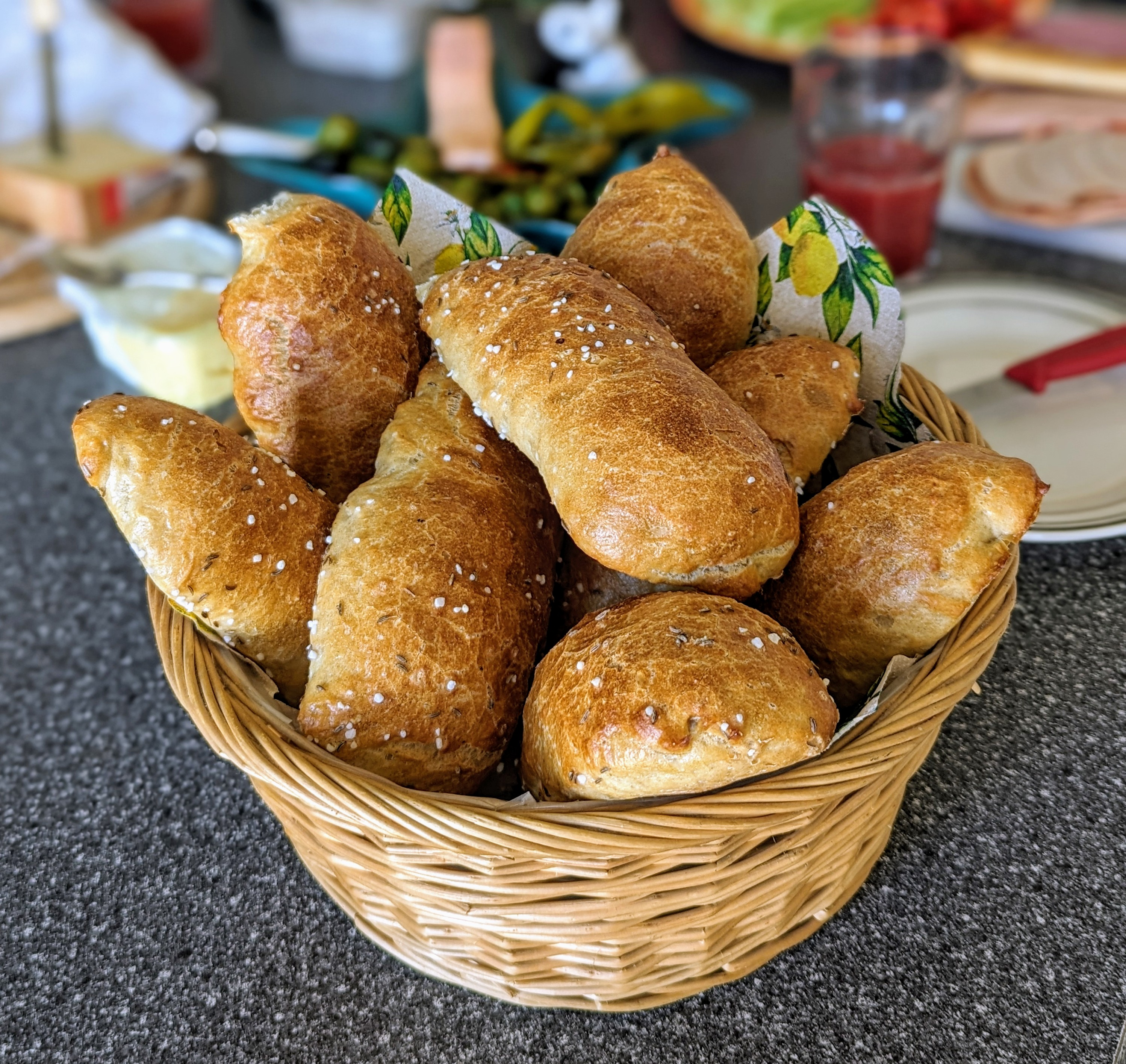
Gmünder Briegel

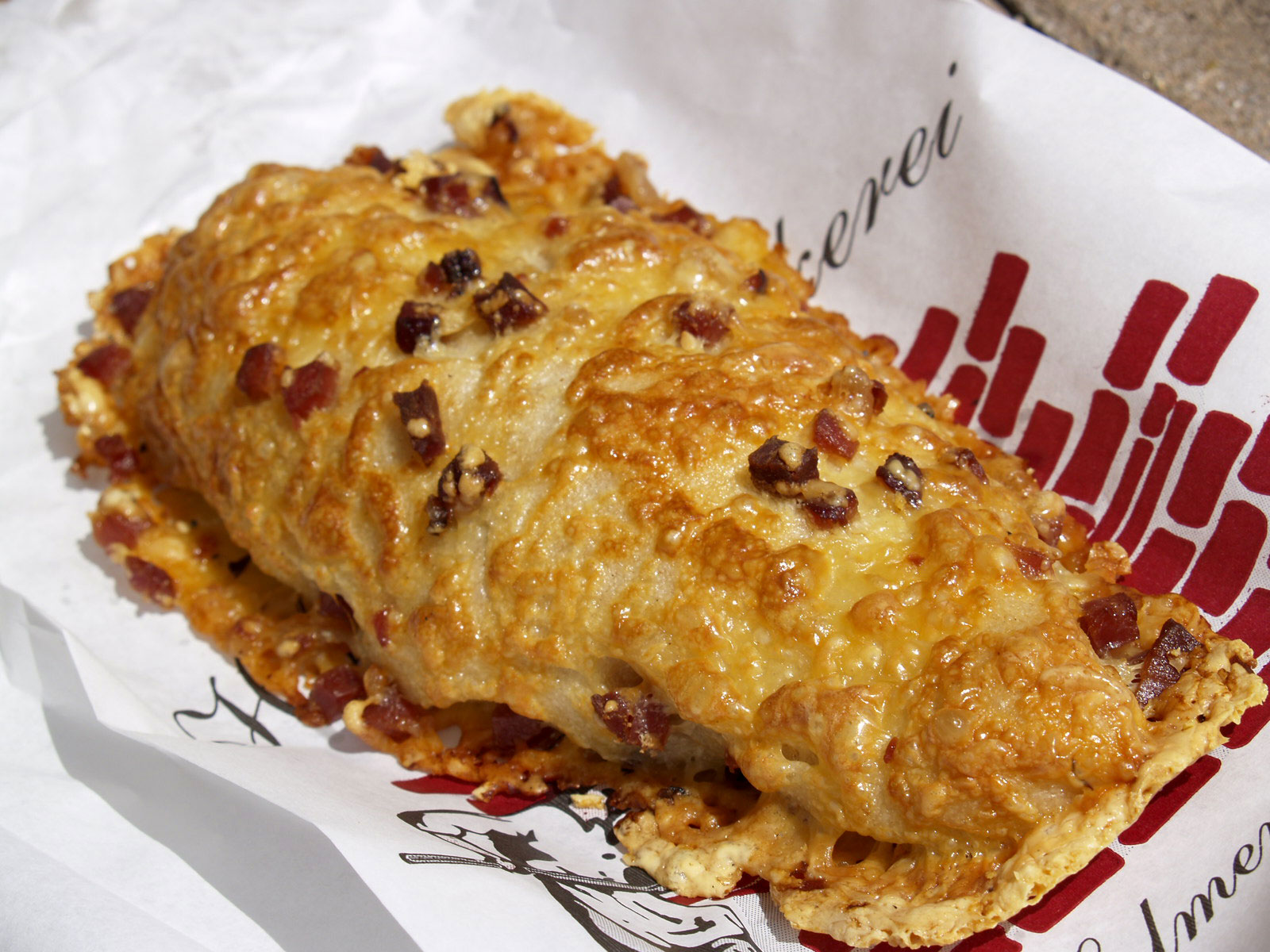
Käsespeckseele

Zwischen Stuttgart und der bayerischen Grenze, heutzutage etwa umrissen von den Landkreisen Göppingen und Ostalbkreis, hier vor allem im Altkreis Schwäbisch Gmünd ist eine ähnliche Brotart bekannt, die „Briegel“ oder „Briegl“ genannt wird. Briegel gelten insbesondere als regionale Köstlichkeit der Schwäbisch Gmünder. Allgemein zeichnet sich ein Briegel durch einen deutlich festeren, schwereren Teig aus. Der Gmünder Briegel geht im Vergleich zur Seele mehr in die Breite und ist nicht so lang, wohingegen der Göppinger Briegel vor allem durch eine sehr „krumme“ Form auffällt.
Aus einem ähnlichen Teig wie die Seele, aber in anderer Form, wird der Knauzen hergestellt.
In neuerer Zeit bringt das Bäckerhandwerk vielfältige Abwandlungen der oben beschriebenen, traditionellen Form (nassgebacken, mit Salz und Kümmel) auf den Markt: Seelen halber Länge für den kleinen Hunger, mit Rauchfleisch belegte Seelen, als Sandwiches bunt belegte Seelen, mit Käse überbackene Seelen, Laugenseelen, Seelen mit zusätzlichen Zutaten im Teig (etwa Zwiebel- oder Speckseelen) usw.